# 1965年ヘンデクバス事故
1965年ヘンデクバス事故とは1965年8月11日にトルコのサカリヤ県にあるヘンデクで発生した交通事故である。バスと危険物を積載したタンクローリーの間で発生した事故により25人が死亡した。

## 事故の概要
1965年8月11日の午前3時15分頃Civan Turizm社がアンカラとイスタンブールの間で運行していたバスSinemalı Civan号がイスタンブールに向けてD-100高速道路をイスタンブール方面に向けて走行していた。バスがKargalıhanbaba村に差し掛かったところ、シャフトの故障で道路上に停車していた硝酸を積載していたタンクローリーに追突した。
事故により積載されていた硝酸が車外に漏れ出し、付近の水溜りに流出した。硝酸と水の化学反応により発生した激しい悪臭と煙が車内で寝ていた乗客を襲った。彼らはバスが火事に遭ったと勘違いし、車外へ逃げようとした。しかし、車外へ出た途端彼らの足は流出した硝酸に触れてしまい、火傷を負った。痛みを和らげようと乗客の多くは硝酸が混ざった水溜りの中に入ってしまい、その結果18人がその場で溶けて死亡した。この他にもトラックの運転手であったMustafa Filik及びバスの乗客7人が重傷を負いアダパザル州立病院にて死亡した。
被害者の中にはアメリカやレバノン国籍を含む17人の乗客やバスの運転手だったÖzdemir Süerが負傷した。この事故は当初Kargalıhanbaba村の住民とヘンデクに中流していた第476軽輸送大隊が対応にあたった。

## 影響
事故のあと、現場で犠牲となった18人の遺体は硝酸によりわずかな部分しか残っていなかったため事故現場から10メートル程離れた場所に村民が掘った穴にまとめて埋められた。穴が掘られた場所にて、村のイマームが犠牲者の葬式及び追悼を執り行った。その後この場所には遺族がTraffic Martyrs' Memorial Cemeteryと呼ばれる記念碑を建て、現在でも訪れることが出来る。 